# Thème Plachutta
Le Thème Plachutta est un thème de problèmes d'échecs dont l'exemple suivant a fait la renommée, alors que Sam Loyd a été le véritable précurseur de ce type de problèmes : 
|   | a | b | c | d | e | f | g | h |   |
| 8 | Fou blanc sur case noire d8 · Tour noire sur case blanche g8 · Tour noire sur case blanche h7 · Cavalier noir sur case blanche a6 · Pion noir sur case blanche e6 · Fou noir sur case noire f6 · Pion blanc sur case noire c5 · Roi noir sur case noire e5 · Roi blanc sur case blanche c4 · Pion blanc sur case blanche e4 · Pion noir sur case noire c3 · Pion blanc sur case blanche d3 · Dame blanche sur case blanche d1 · Tour blanche sur case noire g1 | Fou blanc sur case noire d8 · Tour noire sur case blanche g8 · Tour noire sur case blanche h7 · Cavalier noir sur case blanche a6 · Pion noir sur case blanche e6 · Fou noir sur case noire f6 · Pion blanc sur case noire c5 · Roi noir sur case noire e5 · Roi blanc sur case blanche c4 · Pion blanc sur case blanche e4 · Pion noir sur case noire c3 · Pion blanc sur case blanche d3 · Dame blanche sur case blanche d1 · Tour blanche sur case noire g1 | Fou blanc sur case noire d8 · Tour noire sur case blanche g8 · Tour noire sur case blanche h7 · Cavalier noir sur case blanche a6 · Pion noir sur case blanche e6 · Fou noir sur case noire f6 · Pion blanc sur case noire c5 · Roi noir sur case noire e5 · Roi blanc sur case blanche c4 · Pion blanc sur case blanche e4 · Pion noir sur case noire c3 · Pion blanc sur case blanche d3 · Dame blanche sur case blanche d1 · Tour blanche sur case noire g1 | Fou blanc sur case noire d8 · Tour noire sur case blanche g8 · Tour noire sur case blanche h7 · Cavalier noir sur case blanche a6 · Pion noir sur case blanche e6 · Fou noir sur case noire f6 · Pion blanc sur case noire c5 · Roi noir sur case noire e5 · Roi blanc sur case blanche c4 · Pion blanc sur case blanche e4 · Pion noir sur case noire c3 · Pion blanc sur case blanche d3 · Dame blanche sur case blanche d1 · Tour blanche sur case noire g1 | Fou blanc sur case noire d8 · Tour noire sur case blanche g8 · Tour noire sur case blanche h7 · Cavalier noir sur case blanche a6 · Pion noir sur case blanche e6 · Fou noir sur case noire f6 · Pion blanc sur case noire c5 · Roi noir sur case noire e5 · Roi blanc sur case blanche c4 · Pion blanc sur case blanche e4 · Pion noir sur case noire c3 · Pion blanc sur case blanche d3 · Dame blanche sur case blanche d1 · Tour blanche sur case noire g1 | Fou blanc sur case noire d8 · Tour noire sur case blanche g8 · Tour noire sur case blanche h7 · Cavalier noir sur case blanche a6 · Pion noir sur case blanche e6 · Fou noir sur case noire f6 · Pion blanc sur case noire c5 · Roi noir sur case noire e5 · Roi blanc sur case blanche c4 · Pion blanc sur case blanche e4 · Pion noir sur case noire c3 · Pion blanc sur case blanche d3 · Dame blanche sur case blanche d1 · Tour blanche sur case noire g1 | Fou blanc sur case noire d8 · Tour noire sur case blanche g8 · Tour noire sur case blanche h7 · Cavalier noir sur case blanche a6 · Pion noir sur case blanche e6 · Fou noir sur case noire f6 · Pion blanc sur case noire c5 · Roi noir sur case noire e5 · Roi blanc sur case blanche c4 · Pion blanc sur case blanche e4 · Pion noir sur case noire c3 · Pion blanc sur case blanche d3 · Dame blanche sur case blanche d1 · Tour blanche sur case noire g1 | Fou blanc sur case noire d8 · Tour noire sur case blanche g8 · Tour noire sur case blanche h7 · Cavalier noir sur case blanche a6 · Pion noir sur case blanche e6 · Fou noir sur case noire f6 · Pion blanc sur case noire c5 · Roi noir sur case noire e5 · Roi blanc sur case blanche c4 · Pion blanc sur case blanche e4 · Pion noir sur case noire c3 · Pion blanc sur case blanche d3 · Dame blanche sur case blanche d1 · Tour blanche sur case noire g1 | 8 |
| 7 | Fou blanc sur case noire d8 · Tour noire sur case blanche g8 · Tour noire sur case blanche h7 · Cavalier noir sur case blanche a6 · Pion noir sur case blanche e6 · Fou noir sur case noire f6 · Pion blanc sur case noire c5 · Roi noir sur case noire e5 · Roi blanc sur case blanche c4 · Pion blanc sur case blanche e4 · Pion noir sur case noire c3 · Pion blanc sur case blanche d3 · Dame blanche sur case blanche d1 · Tour blanche sur case noire g1 | Fou blanc sur case noire d8 · Tour noire sur case blanche g8 · Tour noire sur case blanche h7 · Cavalier noir sur case blanche a6 · Pion noir sur case blanche e6 · Fou noir sur case noire f6 · Pion blanc sur case noire c5 · Roi noir sur case noire e5 · Roi blanc sur case blanche c4 · Pion blanc sur case blanche e4 · Pion noir sur case noire c3 · Pion blanc sur case blanche d3 · Dame blanche sur case blanche d1 · Tour blanche sur case noire g1 | Fou blanc sur case noire d8 · Tour noire sur case blanche g8 · Tour noire sur case blanche h7 · Cavalier noir sur case blanche a6 · Pion noir sur case blanche e6 · Fou noir sur case noire f6 · Pion blanc sur case noire c5 · Roi noir sur case noire e5 · Roi blanc sur case blanche c4 · Pion blanc sur case blanche e4 · Pion noir sur case noire c3 · Pion blanc sur case blanche d3 · Dame blanche sur case blanche d1 · Tour blanche sur case noire g1 | Fou blanc sur case noire d8 · Tour noire sur case blanche g8 · Tour noire sur case blanche h7 · Cavalier noir sur case blanche a6 · Pion noir sur case blanche e6 · Fou noir sur case noire f6 · Pion blanc sur case noire c5 · Roi noir sur case noire e5 · Roi blanc sur case blanche c4 · Pion blanc sur case blanche e4 · Pion noir sur case noire c3 · Pion blanc sur case blanche d3 · Dame blanche sur case blanche d1 · Tour blanche sur case noire g1 | Fou blanc sur case noire d8 · Tour noire sur case blanche g8 · Tour noire sur case blanche h7 · Cavalier noir sur case blanche a6 · Pion noir sur case blanche e6 · Fou noir sur case noire f6 · Pion blanc sur case noire c5 · Roi noir sur case noire e5 · Roi blanc sur case blanche c4 · Pion blanc sur case blanche e4 · Pion noir sur case noire c3 · Pion blanc sur case blanche d3 · Dame blanche sur case blanche d1 · Tour blanche sur case noire g1 | Fou blanc sur case noire d8 · Tour noire sur case blanche g8 · Tour noire sur case blanche h7 · Cavalier noir sur case blanche a6 · Pion noir sur case blanche e6 · Fou noir sur case noire f6 · Pion blanc sur case noire c5 · Roi noir sur case noire e5 · Roi blanc sur case blanche c4 · Pion blanc sur case blanche e4 · Pion noir sur case noire c3 · Pion blanc sur case blanche d3 · Dame blanche sur case blanche d1 · Tour blanche sur case noire g1 | Fou blanc sur case noire d8 · Tour noire sur case blanche g8 · Tour noire sur case blanche h7 · Cavalier noir sur case blanche a6 · Pion noir sur case blanche e6 · Fou noir sur case noire f6 · Pion blanc sur case noire c5 · Roi noir sur case noire e5 · Roi blanc sur case blanche c4 · Pion blanc sur case blanche e4 · Pion noir sur case noire c3 · Pion blanc sur case blanche d3 · Dame blanche sur case blanche d1 · Tour blanche sur case noire g1 | Fou blanc sur case noire d8 · Tour noire sur case blanche g8 · Tour noire sur case blanche h7 · Cavalier noir sur case blanche a6 · Pion noir sur case blanche e6 · Fou noir sur case noire f6 · Pion blanc sur case noire c5 · Roi noir sur case noire e5 · Roi blanc sur case blanche c4 · Pion blanc sur case blanche e4 · Pion noir sur case noire c3 · Pion blanc sur case blanche d3 · Dame blanche sur case blanche d1 · Tour blanche sur case noire g1 | 7 |
| 6 | Fou blanc sur case noire d8 · Tour noire sur case blanche g8 · Tour noire sur case blanche h7 · Cavalier noir sur case blanche a6 · Pion noir sur case blanche e6 · Fou noir sur case noire f6 · Pion blanc sur case noire c5 · Roi noir sur case noire e5 · Roi blanc sur case blanche c4 · Pion blanc sur case blanche e4 · Pion noir sur case noire c3 · Pion blanc sur case blanche d3 · Dame blanche sur case blanche d1 · Tour blanche sur case noire g1 | Fou blanc sur case noire d8 · Tour noire sur case blanche g8 · Tour noire sur case blanche h7 · Cavalier noir sur case blanche a6 · Pion noir sur case blanche e6 · Fou noir sur case noire f6 · Pion blanc sur case noire c5 · Roi noir sur case noire e5 · Roi blanc sur case blanche c4 · Pion blanc sur case blanche e4 · Pion noir sur case noire c3 · Pion blanc sur case blanche d3 · Dame blanche sur case blanche d1 · Tour blanche sur case noire g1 | Fou blanc sur case noire d8 · Tour noire sur case blanche g8 · Tour noire sur case blanche h7 · Cavalier noir sur case blanche a6 · Pion noir sur case blanche e6 · Fou noir sur case noire f6 · Pion blanc sur case noire c5 · Roi noir sur case noire e5 · Roi blanc sur case blanche c4 · Pion blanc sur case blanche e4 · Pion noir sur case noire c3 · Pion blanc sur case blanche d3 · Dame blanche sur case blanche d1 · Tour blanche sur case noire g1 | Fou blanc sur case noire d8 · Tour noire sur case blanche g8 · Tour noire sur case blanche h7 · Cavalier noir sur case blanche a6 · Pion noir sur case blanche e6 · Fou noir sur case noire f6 · Pion blanc sur case noire c5 · Roi noir sur case noire e5 · Roi blanc sur case blanche c4 · Pion blanc sur case blanche e4 · Pion noir sur case noire c3 · Pion blanc sur case blanche d3 · Dame blanche sur case blanche d1 · Tour blanche sur case noire g1 | Fou blanc sur case noire d8 · Tour noire sur case blanche g8 · Tour noire sur case blanche h7 · Cavalier noir sur case blanche a6 · Pion noir sur case blanche e6 · Fou noir sur case noire f6 · Pion blanc sur case noire c5 · Roi noir sur case noire e5 · Roi blanc sur case blanche c4 · Pion blanc sur case blanche e4 · Pion noir sur case noire c3 · Pion blanc sur case blanche d3 · Dame blanche sur case blanche d1 · Tour blanche sur case noire g1 | Fou blanc sur case noire d8 · Tour noire sur case blanche g8 · Tour noire sur case blanche h7 · Cavalier noir sur case blanche a6 · Pion noir sur case blanche e6 · Fou noir sur case noire f6 · Pion blanc sur case noire c5 · Roi noir sur case noire e5 · Roi blanc sur case blanche c4 · Pion blanc sur case blanche e4 · Pion noir sur case noire c3 · Pion blanc sur case blanche d3 · Dame blanche sur case blanche d1 · Tour blanche sur case noire g1 | Fou blanc sur case noire d8 · Tour noire sur case blanche g8 · Tour noire sur case blanche h7 · Cavalier noir sur case blanche a6 · Pion noir sur case blanche e6 · Fou noir sur case noire f6 · Pion blanc sur case noire c5 · Roi noir sur case noire e5 · Roi blanc sur case blanche c4 · Pion blanc sur case blanche e4 · Pion noir sur case noire c3 · Pion blanc sur case blanche d3 · Dame blanche sur case blanche d1 · Tour blanche sur case noire g1 | Fou blanc sur case noire d8 · Tour noire sur case blanche g8 · Tour noire sur case blanche h7 · Cavalier noir sur case blanche a6 · Pion noir sur case blanche e6 · Fou noir sur case noire f6 · Pion blanc sur case noire c5 · Roi noir sur case noire e5 · Roi blanc sur case blanche c4 · Pion blanc sur case blanche e4 · Pion noir sur case noire c3 · Pion blanc sur case blanche d3 · Dame blanche sur case blanche d1 · Tour blanche sur case noire g1 | 6 |
| 5 | Fou blanc sur case noire d8 · Tour noire sur case blanche g8 · Tour noire sur case blanche h7 · Cavalier noir sur case blanche a6 · Pion noir sur case blanche e6 · Fou noir sur case noire f6 · Pion blanc sur case noire c5 · Roi noir sur case noire e5 · Roi blanc sur case blanche c4 · Pion blanc sur case blanche e4 · Pion noir sur case noire c3 · Pion blanc sur case blanche d3 · Dame blanche sur case blanche d1 · Tour blanche sur case noire g1 | Fou blanc sur case noire d8 · Tour noire sur case blanche g8 · Tour noire sur case blanche h7 · Cavalier noir sur case blanche a6 · Pion noir sur case blanche e6 · Fou noir sur case noire f6 · Pion blanc sur case noire c5 · Roi noir sur case noire e5 · Roi blanc sur case blanche c4 · Pion blanc sur case blanche e4 · Pion noir sur case noire c3 · Pion blanc sur case blanche d3 · Dame blanche sur case blanche d1 · Tour blanche sur case noire g1 | Fou blanc sur case noire d8 · Tour noire sur case blanche g8 · Tour noire sur case blanche h7 · Cavalier noir sur case blanche a6 · Pion noir sur case blanche e6 · Fou noir sur case noire f6 · Pion blanc sur case noire c5 · Roi noir sur case noire e5 · Roi blanc sur case blanche c4 · Pion blanc sur case blanche e4 · Pion noir sur case noire c3 · Pion blanc sur case blanche d3 · Dame blanche sur case blanche d1 · Tour blanche sur case noire g1 | Fou blanc sur case noire d8 · Tour noire sur case blanche g8 · Tour noire sur case blanche h7 · Cavalier noir sur case blanche a6 · Pion noir sur case blanche e6 · Fou noir sur case noire f6 · Pion blanc sur case noire c5 · Roi noir sur case noire e5 · Roi blanc sur case blanche c4 · Pion blanc sur case blanche e4 · Pion noir sur case noire c3 · Pion blanc sur case blanche d3 · Dame blanche sur case blanche d1 · Tour blanche sur case noire g1 | Fou blanc sur case noire d8 · Tour noire sur case blanche g8 · Tour noire sur case blanche h7 · Cavalier noir sur case blanche a6 · Pion noir sur case blanche e6 · Fou noir sur case noire f6 · Pion blanc sur case noire c5 · Roi noir sur case noire e5 · Roi blanc sur case blanche c4 · Pion blanc sur case blanche e4 · Pion noir sur case noire c3 · Pion blanc sur case blanche d3 · Dame blanche sur case blanche d1 · Tour blanche sur case noire g1 | Fou blanc sur case noire d8 · Tour noire sur case blanche g8 · Tour noire sur case blanche h7 · Cavalier noir sur case blanche a6 · Pion noir sur case blanche e6 · Fou noir sur case noire f6 · Pion blanc sur case noire c5 · Roi noir sur case noire e5 · Roi blanc sur case blanche c4 · Pion blanc sur case blanche e4 · Pion noir sur case noire c3 · Pion blanc sur case blanche d3 · Dame blanche sur case blanche d1 · Tour blanche sur case noire g1 | Fou blanc sur case noire d8 · Tour noire sur case blanche g8 · Tour noire sur case blanche h7 · Cavalier noir sur case blanche a6 · Pion noir sur case blanche e6 · Fou noir sur case noire f6 · Pion blanc sur case noire c5 · Roi noir sur case noire e5 · Roi blanc sur case blanche c4 · Pion blanc sur case blanche e4 · Pion noir sur case noire c3 · Pion blanc sur case blanche d3 · Dame blanche sur case blanche d1 · Tour blanche sur case noire g1 | Fou blanc sur case noire d8 · Tour noire sur case blanche g8 · Tour noire sur case blanche h7 · Cavalier noir sur case blanche a6 · Pion noir sur case blanche e6 · Fou noir sur case noire f6 · Pion blanc sur case noire c5 · Roi noir sur case noire e5 · Roi blanc sur case blanche c4 · Pion blanc sur case blanche e4 · Pion noir sur case noire c3 · Pion blanc sur case blanche d3 · Dame blanche sur case blanche d1 · Tour blanche sur case noire g1 | 5 |
| 4 | Fou blanc sur case noire d8 · Tour noire sur case blanche g8 · Tour noire sur case blanche h7 · Cavalier noir sur case blanche a6 · Pion noir sur case blanche e6 · Fou noir sur case noire f6 · Pion blanc sur case noire c5 · Roi noir sur case noire e5 · Roi blanc sur case blanche c4 · Pion blanc sur case blanche e4 · Pion noir sur case noire c3 · Pion blanc sur case blanche d3 · Dame blanche sur case blanche d1 · Tour blanche sur case noire g1 | Fou blanc sur case noire d8 · Tour noire sur case blanche g8 · Tour noire sur case blanche h7 · Cavalier noir sur case blanche a6 · Pion noir sur case blanche e6 · Fou noir sur case noire f6 · Pion blanc sur case noire c5 · Roi noir sur case noire e5 · Roi blanc sur case blanche c4 · Pion blanc sur case blanche e4 · Pion noir sur case noire c3 · Pion blanc sur case blanche d3 · Dame blanche sur case blanche d1 · Tour blanche sur case noire g1 | Fou blanc sur case noire d8 · Tour noire sur case blanche g8 · Tour noire sur case blanche h7 · Cavalier noir sur case blanche a6 · Pion noir sur case blanche e6 · Fou noir sur case noire f6 · Pion blanc sur case noire c5 · Roi noir sur case noire e5 · Roi blanc sur case blanche c4 · Pion blanc sur case blanche e4 · Pion noir sur case noire c3 · Pion blanc sur case blanche d3 · Dame blanche sur case blanche d1 · Tour blanche sur case noire g1 | Fou blanc sur case noire d8 · Tour noire sur case blanche g8 · Tour noire sur case blanche h7 · Cavalier noir sur case blanche a6 · Pion noir sur case blanche e6 · Fou noir sur case noire f6 · Pion blanc sur case noire c5 · Roi noir sur case noire e5 · Roi blanc sur case blanche c4 · Pion blanc sur case blanche e4 · Pion noir sur case noire c3 · Pion blanc sur case blanche d3 · Dame blanche sur case blanche d1 · Tour blanche sur case noire g1 | Fou blanc sur case noire d8 · Tour noire sur case blanche g8 · Tour noire sur case blanche h7 · Cavalier noir sur case blanche a6 · Pion noir sur case blanche e6 · Fou noir sur case noire f6 · Pion blanc sur case noire c5 · Roi noir sur case noire e5 · Roi blanc sur case blanche c4 · Pion blanc sur case blanche e4 · Pion noir sur case noire c3 · Pion blanc sur case blanche d3 · Dame blanche sur case blanche d1 · Tour blanche sur case noire g1 | Fou blanc sur case noire d8 · Tour noire sur case blanche g8 · Tour noire sur case blanche h7 · Cavalier noir sur case blanche a6 · Pion noir sur case blanche e6 · Fou noir sur case noire f6 · Pion blanc sur case noire c5 · Roi noir sur case noire e5 · Roi blanc sur case blanche c4 · Pion blanc sur case blanche e4 · Pion noir sur case noire c3 · Pion blanc sur case blanche d3 · Dame blanche sur case blanche d1 · Tour blanche sur case noire g1 | Fou blanc sur case noire d8 · Tour noire sur case blanche g8 · Tour noire sur case blanche h7 · Cavalier noir sur case blanche a6 · Pion noir sur case blanche e6 · Fou noir sur case noire f6 · Pion blanc sur case noire c5 · Roi noir sur case noire e5 · Roi blanc sur case blanche c4 · Pion blanc sur case blanche e4 · Pion noir sur case noire c3 · Pion blanc sur case blanche d3 · Dame blanche sur case blanche d1 · Tour blanche sur case noire g1 | Fou blanc sur case noire d8 · Tour noire sur case blanche g8 · Tour noire sur case blanche h7 · Cavalier noir sur case blanche a6 · Pion noir sur case blanche e6 · Fou noir sur case noire f6 · Pion blanc sur case noire c5 · Roi noir sur case noire e5 · Roi blanc sur case blanche c4 · Pion blanc sur case blanche e4 · Pion noir sur case noire c3 · Pion blanc sur case blanche d3 · Dame blanche sur case blanche d1 · Tour blanche sur case noire g1 | 4 |
| 3 | Fou blanc sur case noire d8 · Tour noire sur case blanche g8 · Tour noire sur case blanche h7 · Cavalier noir sur case blanche a6 · Pion noir sur case blanche e6 · Fou noir sur case noire f6 · Pion blanc sur case noire c5 · Roi noir sur case noire e5 · Roi blanc sur case blanche c4 · Pion blanc sur case blanche e4 · Pion noir sur case noire c3 · Pion blanc sur case blanche d3 · Dame blanche sur case blanche d1 · Tour blanche sur case noire g1 | Fou blanc sur case noire d8 · Tour noire sur case blanche g8 · Tour noire sur case blanche h7 · Cavalier noir sur case blanche a6 · Pion noir sur case blanche e6 · Fou noir sur case noire f6 · Pion blanc sur case noire c5 · Roi noir sur case noire e5 · Roi blanc sur case blanche c4 · Pion blanc sur case blanche e4 · Pion noir sur case noire c3 · Pion blanc sur case blanche d3 · Dame blanche sur case blanche d1 · Tour blanche sur case noire g1 | Fou blanc sur case noire d8 · Tour noire sur case blanche g8 · Tour noire sur case blanche h7 · Cavalier noir sur case blanche a6 · Pion noir sur case blanche e6 · Fou noir sur case noire f6 · Pion blanc sur case noire c5 · Roi noir sur case noire e5 · Roi blanc sur case blanche c4 · Pion blanc sur case blanche e4 · Pion noir sur case noire c3 · Pion blanc sur case blanche d3 · Dame blanche sur case blanche d1 · Tour blanche sur case noire g1 | Fou blanc sur case noire d8 · Tour noire sur case blanche g8 · Tour noire sur case blanche h7 · Cavalier noir sur case blanche a6 · Pion noir sur case blanche e6 · Fou noir sur case noire f6 · Pion blanc sur case noire c5 · Roi noir sur case noire e5 · Roi blanc sur case blanche c4 · Pion blanc sur case blanche e4 · Pion noir sur case noire c3 · Pion blanc sur case blanche d3 · Dame blanche sur case blanche d1 · Tour blanche sur case noire g1 | Fou blanc sur case noire d8 · Tour noire sur case blanche g8 · Tour noire sur case blanche h7 · Cavalier noir sur case blanche a6 · Pion noir sur case blanche e6 · Fou noir sur case noire f6 · Pion blanc sur case noire c5 · Roi noir sur case noire e5 · Roi blanc sur case blanche c4 · Pion blanc sur case blanche e4 · Pion noir sur case noire c3 · Pion blanc sur case blanche d3 · Dame blanche sur case blanche d1 · Tour blanche sur case noire g1 | Fou blanc sur case noire d8 · Tour noire sur case blanche g8 · Tour noire sur case blanche h7 · Cavalier noir sur case blanche a6 · Pion noir sur case blanche e6 · Fou noir sur case noire f6 · Pion blanc sur case noire c5 · Roi noir sur case noire e5 · Roi blanc sur case blanche c4 · Pion blanc sur case blanche e4 · Pion noir sur case noire c3 · Pion blanc sur case blanche d3 · Dame blanche sur case blanche d1 · Tour blanche sur case noire g1 | Fou blanc sur case noire d8 · Tour noire sur case blanche g8 · Tour noire sur case blanche h7 · Cavalier noir sur case blanche a6 · Pion noir sur case blanche e6 · Fou noir sur case noire f6 · Pion blanc sur case noire c5 · Roi noir sur case noire e5 · Roi blanc sur case blanche c4 · Pion blanc sur case blanche e4 · Pion noir sur case noire c3 · Pion blanc sur case blanche d3 · Dame blanche sur case blanche d1 · Tour blanche sur case noire g1 | Fou blanc sur case noire d8 · Tour noire sur case blanche g8 · Tour noire sur case blanche h7 · Cavalier noir sur case blanche a6 · Pion noir sur case blanche e6 · Fou noir sur case noire f6 · Pion blanc sur case noire c5 · Roi noir sur case noire e5 · Roi blanc sur case blanche c4 · Pion blanc sur case blanche e4 · Pion noir sur case noire c3 · Pion blanc sur case blanche d3 · Dame blanche sur case blanche d1 · Tour blanche sur case noire g1 | 3 |
| 2 | Fou blanc sur case noire d8 · Tour noire sur case blanche g8 · Tour noire sur case blanche h7 · Cavalier noir sur case blanche a6 · Pion noir sur case blanche e6 · Fou noir sur case noire f6 · Pion blanc sur case noire c5 · Roi noir sur case noire e5 · Roi blanc sur case blanche c4 · Pion blanc sur case blanche e4 · Pion noir sur case noire c3 · Pion blanc sur case blanche d3 · Dame blanche sur case blanche d1 · Tour blanche sur case noire g1 | Fou blanc sur case noire d8 · Tour noire sur case blanche g8 · Tour noire sur case blanche h7 · Cavalier noir sur case blanche a6 · Pion noir sur case blanche e6 · Fou noir sur case noire f6 · Pion blanc sur case noire c5 · Roi noir sur case noire e5 · Roi blanc sur case blanche c4 · Pion blanc sur case blanche e4 · Pion noir sur case noire c3 · Pion blanc sur case blanche d3 · Dame blanche sur case blanche d1 · Tour blanche sur case noire g1 | Fou blanc sur case noire d8 · Tour noire sur case blanche g8 · Tour noire sur case blanche h7 · Cavalier noir sur case blanche a6 · Pion noir sur case blanche e6 · Fou noir sur case noire f6 · Pion blanc sur case noire c5 · Roi noir sur case noire e5 · Roi blanc sur case blanche c4 · Pion blanc sur case blanche e4 · Pion noir sur case noire c3 · Pion blanc sur case blanche d3 · Dame blanche sur case blanche d1 · Tour blanche sur case noire g1 | Fou blanc sur case noire d8 · Tour noire sur case blanche g8 · Tour noire sur case blanche h7 · Cavalier noir sur case blanche a6 · Pion noir sur case blanche e6 · Fou noir sur case noire f6 · Pion blanc sur case noire c5 · Roi noir sur case noire e5 · Roi blanc sur case blanche c4 · Pion blanc sur case blanche e4 · Pion noir sur case noire c3 · Pion blanc sur case blanche d3 · Dame blanche sur case blanche d1 · Tour blanche sur case noire g1 | Fou blanc sur case noire d8 · Tour noire sur case blanche g8 · Tour noire sur case blanche h7 · Cavalier noir sur case blanche a6 · Pion noir sur case blanche e6 · Fou noir sur case noire f6 · Pion blanc sur case noire c5 · Roi noir sur case noire e5 · Roi blanc sur case blanche c4 · Pion blanc sur case blanche e4 · Pion noir sur case noire c3 · Pion blanc sur case blanche d3 · Dame blanche sur case blanche d1 · Tour blanche sur case noire g1 | Fou blanc sur case noire d8 · Tour noire sur case blanche g8 · Tour noire sur case blanche h7 · Cavalier noir sur case blanche a6 · Pion noir sur case blanche e6 · Fou noir sur case noire f6 · Pion blanc sur case noire c5 · Roi noir sur case noire e5 · Roi blanc sur case blanche c4 · Pion blanc sur case blanche e4 · Pion noir sur case noire c3 · Pion blanc sur case blanche d3 · Dame blanche sur case blanche d1 · Tour blanche sur case noire g1 | Fou blanc sur case noire d8 · Tour noire sur case blanche g8 · Tour noire sur case blanche h7 · Cavalier noir sur case blanche a6 · Pion noir sur case blanche e6 · Fou noir sur case noire f6 · Pion blanc sur case noire c5 · Roi noir sur case noire e5 · Roi blanc sur case blanche c4 · Pion blanc sur case blanche e4 · Pion noir sur case noire c3 · Pion blanc sur case blanche d3 · Dame blanche sur case blanche d1 · Tour blanche sur case noire g1 | Fou blanc sur case noire d8 · Tour noire sur case blanche g8 · Tour noire sur case blanche h7 · Cavalier noir sur case blanche a6 · Pion noir sur case blanche e6 · Fou noir sur case noire f6 · Pion blanc sur case noire c5 · Roi noir sur case noire e5 · Roi blanc sur case blanche c4 · Pion blanc sur case blanche e4 · Pion noir sur case noire c3 · Pion blanc sur case blanche d3 · Dame blanche sur case blanche d1 · Tour blanche sur case noire g1 | 2 |
| 1 | Fou blanc sur case noire d8 · Tour noire sur case blanche g8 · Tour noire sur case blanche h7 · Cavalier noir sur case blanche a6 · Pion noir sur case blanche e6 · Fou noir sur case noire f6 · Pion blanc sur case noire c5 · Roi noir sur case noire e5 · Roi blanc sur case blanche c4 · Pion blanc sur case blanche e4 · Pion noir sur case noire c3 · Pion blanc sur case blanche d3 · Dame blanche sur case blanche d1 · Tour blanche sur case noire g1 | Fou blanc sur case noire d8 · Tour noire sur case blanche g8 · Tour noire sur case blanche h7 · Cavalier noir sur case blanche a6 · Pion noir sur case blanche e6 · Fou noir sur case noire f6 · Pion blanc sur case noire c5 · Roi noir sur case noire e5 · Roi blanc sur case blanche c4 · Pion blanc sur case blanche e4 · Pion noir sur case noire c3 · Pion blanc sur case blanche d3 · Dame blanche sur case blanche d1 · Tour blanche sur case noire g1 | Fou blanc sur case noire d8 · Tour noire sur case blanche g8 · Tour noire sur case blanche h7 · Cavalier noir sur case blanche a6 · Pion noir sur case blanche e6 · Fou noir sur case noire f6 · Pion blanc sur case noire c5 · Roi noir sur case noire e5 · Roi blanc sur case blanche c4 · Pion blanc sur case blanche e4 · Pion noir sur case noire c3 · Pion blanc sur case blanche d3 · Dame blanche sur case blanche d1 · Tour blanche sur case noire g1 | Fou blanc sur case noire d8 · Tour noire sur case blanche g8 · Tour noire sur case blanche h7 · Cavalier noir sur case blanche a6 · Pion noir sur case blanche e6 · Fou noir sur case noire f6 · Pion blanc sur case noire c5 · Roi noir sur case noire e5 · Roi blanc sur case blanche c4 · Pion blanc sur case blanche e4 · Pion noir sur case noire c3 · Pion blanc sur case blanche d3 · Dame blanche sur case blanche d1 · Tour blanche sur case noire g1 | Fou blanc sur case noire d8 · Tour noire sur case blanche g8 · Tour noire sur case blanche h7 · Cavalier noir sur case blanche a6 · Pion noir sur case blanche e6 · Fou noir sur case noire f6 · Pion blanc sur case noire c5 · Roi noir sur case noire e5 · Roi blanc sur case blanche c4 · Pion blanc sur case blanche e4 · Pion noir sur case noire c3 · Pion blanc sur case blanche d3 · Dame blanche sur case blanche d1 · Tour blanche sur case noire g1 | Fou blanc sur case noire d8 · Tour noire sur case blanche g8 · Tour noire sur case blanche h7 · Cavalier noir sur case blanche a6 · Pion noir sur case blanche e6 · Fou noir sur case noire f6 · Pion blanc sur case noire c5 · Roi noir sur case noire e5 · Roi blanc sur case blanche c4 · Pion blanc sur case blanche e4 · Pion noir sur case noire c3 · Pion blanc sur case blanche d3 · Dame blanche sur case blanche d1 · Tour blanche sur case noire g1 | Fou blanc sur case noire d8 · Tour noire sur case blanche g8 · Tour noire sur case blanche h7 · Cavalier noir sur case blanche a6 · Pion noir sur case blanche e6 · Fou noir sur case noire f6 · Pion blanc sur case noire c5 · Roi noir sur case noire e5 · Roi blanc sur case blanche c4 · Pion blanc sur case blanche e4 · Pion noir sur case noire c3 · Pion blanc sur case blanche d3 · Dame blanche sur case blanche d1 · Tour blanche sur case noire g1 | Fou blanc sur case noire d8 · Tour noire sur case blanche g8 · Tour noire sur case blanche h7 · Cavalier noir sur case blanche a6 · Pion noir sur case blanche e6 · Fou noir sur case noire f6 · Pion blanc sur case noire c5 · Roi noir sur case noire e5 · Roi blanc sur case blanche c4 · Pion blanc sur case blanche e4 · Pion noir sur case noire c3 · Pion blanc sur case blanche d3 · Dame blanche sur case blanche d1 · Tour blanche sur case noire g1 | 1 |
|   | a | b | c | d | e | f | g | h |   |

La clé 1.Df3 menace 2.Dxf6 ou 2. d4 Mat. Les Noirs peuvent se défendre en jouant 1...Cxc5, mais il suit 2. Tg7 (qui menace 3. Dg3 ou 3. Fc7 Mat) et les deux pièces noires de même marche s'interceptent réciproquement dans deux variantes différentes qui sont les variantes thématiques (plan principal aussi dénommé jeu virtuel) du thème Plachutta : si 2...T8xg7 3. Fc7+, et si 2...T7xg7 3. Dg3+. Dans les deux cas, une pièce blanche se sacrifie sur la case critique en question pour amener le mat (3...Txc7 4. Dg3 Mat dans le premier cas, et 3...Txg3 4. Fc7 Mat dans le second cas). Les autres variantes (plan secondaire ou avant-plan ou jeu préparatoire) sont 2...Rd6 3. e5+ et 2...Cxe4 3. Dxe4+ suivis de 4. Fc7 Mat.